# Castlevania: Order of Shadows
Castlevania: Order of Shadows es un videojuego de la saga Castlevania para teléfonos móviles desarrollado por Konami y publicado el 18 de septiembre de 2007. Fue desarrollado por Koji Igarashi y diseñado por Tyrone Rodríguez. Este juego es el único de la serie, hasta ahora, que su título es exactamente igual en japonés: Castlevania: Order of Shadows.

## Desarrollo
Originalmente la historia fue en torno a un personaje llamado Gryff LaRue y su familia de magos y brujas, pero fue modificada y sustituida por el clan Belmont, que siempre ha sido retratado como una familia de guerreros. Después de la reescritura, la historia pasó a ser más similar a las tradicionales historias de Castlevania, e hizo que el protagonista, Desmond Belmont, manejara un látigo en vez de un hacha o una espada.

## Argumento
Un culto llamado "La Orden" está tratando de revivir a Drácula, y el heredero del látigo Vampire Killer, Desmond Belmont, junto con sus hermanas, Zoe y Dolores, van en busca del castillo del conde. Esto se lleva a cabo a finales de los años 1600, y es un Side Story (Historia alterna) a la cronología oficial, y por lo tanto, no forma parte de la línea del tiempo oficial.

## Jugabilidad
Castlevania Order of Shadows tiene características similares al Castlevania Symphony of the Night, entre otros juegos anteriores de la serie. En especial está el HP, MP, puntos de experiencia (Level Up), armas secundarias, y el látigo como arma principal. Es un juego de plataforma con características RPG.
El juego ofrece la posibilidad de intercambiar la banda sonora por la de otros Castlevania.